# Oreostylidium subulatum
Oreostylidium subulatum là một loài thực vật có hoa trong họ Stylidiaceae. Loài này được (Hook.) Berggr. mô tả khoa học đầu tiên năm 1877.